# Modrorzytka czarnogrzbieta
Modrorzytka czarnogrzbieta, modrorzytka (Psittinus cyanurus) – gatunek małego ptaka z rodziny papug wschodnich (Psittaculidae). Zamieszkuje Azję Południowo-Wschodnią.

## Podgatunki i zasięg występowania
Wyróżnia się dwa podgatunki podgatunki modrorzytki czarnogrzbietej:
- Psittinus cyanurus cyanurus – występuje w południowej Mjanmie, południowej Tajlandii, na Sumatrze i Borneo;
- Psittinus cyanurus pontius – Wyspy Mentawai.

Zaliczana wcześniej do tego gatunku (w randze podgatunku) modrorzytka zielonogrzbieta (P. abbotti) została podniesiona do rangi osobnego gatunku.

## Morfologia
Długość ciała 18–19,5 cm; długość skrzydła samic 120–123 mm, samców 120–131 mm; masa ciała: około 85 g.
Widoczny jest dymorfizm płciowy. Głowa samca jest niebieska, a samicy brązowa. Dorosłe osobniki podgatunku pontius są większe niż podgatunku nominatywnego.

## Status zagrożenia i ochrona
IUCN od momentu taksonomicznego podziału gatunku w 2014 roku uznaje modrorzytkę czarnogrzbietą za gatunek bliski zagrożenia (NT – near threatened). Liczebność populacji nie została formalnie oszacowana, ale ptak ten opisywany jest jako pospolity; przypuszcza się, że żyje ponad 100 tysięcy osobników. Trend liczebności populacji uznawany jest za spadkowy ze względu na utratę i degradację siedlisk, lokalnie może być jednak wzrostowy.
Gatunek ten jest ujęty w II załączniku konwencji waszyngtońskiej (CITES).